# Ely Santos
Eliane de Sousa Alves Machado, mais conhecida como Ely Santos (São Paulo, 13 de janeiro de 1977) é um política brasileira filiada ao Republicanos.

## Biografia
Ely Santos é Irmã do Prefeito de Embu das Artes: Ney Santos (REP).
Se candidatou pela primeira vez, em 2018, para o cargo de deputada federal, aonde não se elegeu, atingindo apenas 49.426 votos (0,26%), o que deixou na suplência.
Se candidatou novamente para a segunda vez, em 2022, para o cargo de deputada federal, aonde não se elegeu, atingindo apenas 93.305 votos (0,41%), o que deixou na primeira suplência do Republicanos.
Após a nomeação de Milton Vieira como Secretário Municipal de Habitação de São Paulo, assumiu o mandato como deputada federal.